# Nils Peter Bernhard Hjelmberg
Nils Peter Bernhard Hjelmberg (3. januar 1923 i København - henrettet 8. august 1946 (23 år)) var dansk Gestapo-mand. 
Hjelmberg var dansk statsborger. Han kom til Norge i oktober 1942 og begyndte i en kontorstilling hos det tyske sikkerhedspolitiet i Bergen. I januar 1944 blev han overført til Gestapo, avdeling IV E, som tolk og hjælpepolitimand. Han beholdt stillingen til kapitulationen. Under forhør deltog han gentagne gange i tortur, mindst to gange med den følge at offeret døde af skaderne.
Han blev dømt til livsvarig fængsel for krigsforbrydelser i Gulating lagmannsrett 18. marts 1946. Højesteret skærpede straffen til dødsstraf. Han blev henrettet ved skydning på Sverresborg ved Bergen  8. august 1946.

### Eksternt
- Frigjøringen i Bergen 8. mai 1945 – Statsarkivet i Bergen – Avskrift av to dødsdommer – Arkivverket Statsarkivet i Bergen: To dødsdommer i rettsoppgjøret etter andre verdenskrig: Dom i saken mot Willie August Kesting og Nils Peter Bernhard Hjelmberg
- Nils Peter Bernhard Hjelmberg, side 66 Arkiveret 23. september 2015 hos  Wayback Machine Statsarkivet i Bergen (engelsk)